# Fish (back numberの曲)
「fish」（フィッシュ）は、back numberの9枚目のシングル。

## 解説
- 8thシングル「高嶺の花子さん」から約8ヶ月ぶりのリリース。
- 初回盤と通常盤の2形態での発売。
- 初回盤は、「fish」のMV、オフショット、レコーディング模様を収録したDVD付。
- ジャケット・MVには石黒英雄、リ・モモカが出演。メンバー以外の男性が出演するのは今回が初。
- このシングルでバンド初となる週間オリコンランキングトップ10入りを果たした。

## 収録曲
- 全作詞作曲：清水依与吏、編曲：back number（特記除く）
- 4thアルバム『ラブストーリー』収録(#1,2)

1. fish（編曲：back number & 島田昌典）
  - プロデューサーは島田昌典。
  - 原曲は2007年の段階でできていた[2]。シングル化にあたって、歌詞を男目線から女目線に変えた[2]。
2. ネタンデルタール人
3. 優柔不断宣言
  - コーラスは清水以外にも、小島、栗原、マネージャーらが担当している[2]。
4. fish (instrumental)
5. ネタンデルタール人 (instrumental)
6. 優柔不断宣言 (instrumental)